# Sejm nadzwyczajny 1658
Sejm nadzwyczajny 1658 – I Rzeczypospolitej, został zwołany 19 maja 1658 roku do Warszawy. Instrukcja na sejmiki została wydana 27 maja 1658 roku.
Sejmiki przedsejmowe w województwach odbyły się: dobrzyński 21 czerwca, wiszeński i lubelski 25 czerwca, pruski główny 4 lipca 1658 roku.  
Marszałkiem sejmu obrano Władysława Lubowieckiego, sędziego ziemskiego ziemi krakowskiej. Obrady sejmu trwały od 10 lipca do 30 sierpnia 1658 roku.
Sejm został zwołany w czasie potopu szwedzkiego, a państwo było także najeżdżane przez Siedmiogród i kozaków. Na sejmie odbyły się rugi poselskie wobec posłów oskarżanym o zdradę. Obradowały liczne komisje złożone z posłów i senatorów. Obradowano w sprawach prowadzenia dalszej wojny, organizacji i podatków, ale także stosunków zewnętrznych. Na sejmie uchwalono wygnanie arian z Rzeczypospolitej z powodu ich współpracy ze Szwedami. Aprobowano także Fryderykiem Wilhelmem, Traktaty welawsko-bydgoskie z elektorem brandenburskim, w których zwolniono go z podległości lennej w Prusach Książęcych.